# Gornja Prekopa
Gornja Prekopa je naselje v Občini Kostanjevica na Krki.